# Sofia (film 2018)
Sofia è un film del 2018 diretto da Meryem Benm'Barek.
La pellicola presenta come premessa un articolo del codice penale marocchino che punisce, come reato di corruzione, chiunque contragga un rapporto sessuale al di fuori del matrimonio. Su queste premesse si dipana la storia di una ragazza, rimasta incinta contro la sua volontà, in un contesto sociale in cui i rapporti economici determinano le scelte individuali.

## Trama
Sofia è la giovane figlia di una famiglia benestante di Casablanca. Alla vigilia di un grande affare che il padre sta concludendo con l'amico di famiglia Ahmed insieme alla ricca famiglia di Leila, zia di Sofia, la ragazza si sente poco bene. Aiutata dalla cugina, Lena, giovane dottoressa, si allontana da casa per cercare aiuto. Lena ha capito che sua cugina, non solo è incinta, ma sta per partorire. La sua è una "gravidanza nascosta", caso un cui la stessa madre, per una sorta di protezione psicologica originata da una negazione, non si accorge del suo stato non avendo i sintomi che normalmente accompagnano le normali gravidanze.
L'urgenza diventa far partorire in sicurezza una ragazza che, non avendo marito, verrebbe automaticamente incriminata in base alle leggi marocchine. Lena riesce a trovare un dottore compiacente ma è invitata dallo stesso a far lasciare subito l'ospedale alla ragazza. Sofia partorisce una bambina e poi, con Lena, lascia l'ospedale. La cugina insiste per farsi dire il nome del padre mentre Sofia vorrebbe abbandonare la bambina. Alla fine Sofia cede, e porta la cugina in un quartiere popolarissimo, dove viene individuata l'abitazione del padre, Omar, che però non è in casa. Intanto i familiari, lasciati all'oscuro, si sono comunque informati e hanno raggiunto le due ragazze. Per i genitori di Sofia il comportamento della figlia è disonorevole, tanto più che il compagno occasionale viene dal quartiere più povero della città. Giunti tutti a casa di questo, la mamma di Omar coglie subito l'opportunità che un matrimonio con una ragazza di ceto superiore potrebbe portare alla propria famiglia. Al suo ritorno però Omar nega fermamente di aver fatto alcunché con Sofia, conosciuta solo di sfuggita.
Giunti al commissariato, Sofia e Omar, dopo diverse ritrattazioni, giungono a confessare di aver avuto un rapporto consenziente. Questo comporterà una pena minima per entrambi, che però hanno tempo una settimana per riparare al danno. Infatti sposandosi, l'accusa nei loro confronti cadrà automaticamente.
Omar accetta di sposarsi suo malgrado, venendo immediatamente assunto per un lavoro, e vedendo così svoltare le sorti sue e della sua famiglia. A due giorni dal matrimonio, organizzato in fretta ma comunque con sfarzo, Sofia confessa alla cugina che Omar non è il padre della bimba. La ragazza fu violentata da Ahmed, ma accortasi di essere incinta di lui, mentì preferendo coinvolgere un ragazzo che le piaceva che non avrebbe avuto la forza di rifiutare di sposarsi, piuttosto che aprire un dramma che avrebbe spaccato la sua famiglia.
Lena è sconvolta e vorrebbe denunciare il responsabile, ma sua madre e sua zia la pensano diversamente lasciando la scelta alla ragazza che, lucidamente, decide di sposare un uomo che, per altro, le ha detto chiaramente che non l'amerà mai, ma che allo stesso tempo non ha la forza di sottrarsi ad una scelta che porta benefici alla sua famiglia.

## Riconoscimenti
- 2018 - Festival di Cannes
  - Miglior sceneggiatura a Meryem Benm'Barek nella sezione Un Certain Regard